# Lispe desjardinsii
Lispe desjardinsii är en tvåvingeart som beskrevs av Macquart 1851. Lispe desjardinsii ingår i släktet Lispe och familjen husflugor. Inga underarter finns listade i Catalogue of Life.